# Кремниевая долина (4-й сезон)
Премьера четвертого сезона американского комедийного телесериала «Кремниевая долина» состоялась в США на HBO 23 апреля 2017 года. Сезон содержал 10 эпизодов и завершился 25 июня 2017 года. Это заключительный сезон, в котором Ти Джей Миллер сыграл роль Эрлиха Бахмана.

## Актёры и персонажи

### Основной состав
- Томас Миддлдитч в роли Ричарда Хендрикса
- Ти Джей Миллер в роли Эрлиха Бахмана
- Джош Бренер в роли Нельсона «Башки» Бигетти
- Мартин Старр в роли Бертрама Гилфойла
- Кумэйл Нанджиани в роли Динеша Чугтая
- Аманда Крю в роли Моники Холл
- Зак Вудс в роли Дональда «Джареда» Данна
- Мэтт Росс в роли Гэвина Белсона
- Сьюзан Крайер в роли Лори Брим
- Джимми Оуян в роли Дзан Янга
- Стивен Тоболовски в роли Джека Баркера
- Крис Диамантопулос в роли Расса Ханнемана

### Периодические роли
- Крис Уильямс в роли Хувера
- Хэйли Джоэл Осмент в роли Кинана Фельдспара
- Бен Фельдман в роли Рона ЛаФламма
- Тим Чиу в роли Эд Чена
- Энди Дейли в роли врача
- Элис Веттерлунд в роли Карлы Волтон
- Бернард Уайт в роли Денпока
- Эмили Чанг в роли камео
- Пинг Ву в роли Хенри
- Мэтт Маккой в роли Пита Монахана
- Скотт Прендергаст в роли Скотта
- Джилл Э. Александр в роли Патрис
- Анна Хаджа в роли Рейчел
- Джейк Бродер в роли Дэна Мелчера
- Фиби Нейдхардт в роли Мии

## Эпизоды
| № общий | № в сезоне | Название                                                 | Режиссёр      | Автор сценария            | Дата премьеры  | Зрители США (млн) |
| ------- | ---------- | -------------------------------------------------------- | ------------- | ------------------------- | -------------- | ----------------- |
| 29      | 1          | «Успешный крах» «Success Failure»                        | Майк Джадж    | Алек Берг                 | 23 апреля 2017 | 0,867             |
| 30      | 2          | «Пользовательское соглашение» «Terms of Service»         | Майк Джадж    | Клэй Тарвер               | 30 апреля 2017 | 0,762             |
| 31      | 3          | «Интеллектуальная собственность» «Intellectual Property» | Джейми Бэббит | Кэрри Кемпер              | 7 мая 2017     | 0,774             |
| 32      | 4          | «Задания по тимбилдингу» «Teambuilding Exercise»         | Джейми Бэббит | Меган Плетика             | 14 мая 2017    | 0,859             |
| 33      | 5          | «Личный донор» «The Blood Boy»                           | Тим Рош       | Адам Каунти               | 21 мая 2017    | 0,844             |
| 34      | 6          | «Поддержка пользователей» «Customer Service»             | Клэй Тарвер   | Грэм Вагнер и Шон Боукс   | 28 мая 2017    | 0,728             |
| 35      | 7          | «Патентный тролль» «The Patent Troll»                    | Джейми Бэббит | Эндрю Лоу                 | 4 июня 2017    | 0,862             |
| 36      | 8          | «Воронка Кинана» «The Keenan Vortex»                     | Джейми Бэббит | Грэм Вагнер и Рашель Линн | 11 июня 2017   | 0,798             |
| 37      | 9          | «Холикон» «Hooli-Con»                                    | Майк Джадж    | Крис Провензано           | 18 июня 2017   | 0,840             |
| 38      | 10         | «Ошибка сервера» «Server Error»                          | Майк Джадж    | Дэн О'Киф                 | 25 июня 2017   | 0,790             |

## Производство
В апреле 2016 год было объявлено о продлении телесериала на четвертый сезон.
Рекламный плакат четвертого сезона был разработан визуальным художником и автором графических романов Дэниелом Клоузом, которому HBO поручил создать плакат в своем культовом стиле.

## Критика

### Реакции критиков
На агрегаторе рецензий Rotten Tomatoes сезон получил 97 % одобрения, получив статус «Certified Fresh». Средний балл 8,18/10 на основе 33 рецензий. По мнению критиков сайта, «четвертый сезон „Кремниевой долины“ развивает общую линию комедии-ветерана, добавляя при этом достаточно новых моментов — и доставляя более чем достаточно смеха — чтобы оставаться свежим». Аналогично, на сайте Metacritic, который использует средневзвешенное значение, оценка 85 из 100, основанная на отзывах 10 критиков, указывает на «всеобщее признание».
Поставив сезону оценку B+, Бен Трэверс из IndieWire похвалил «обновленный акцент сериала на опасностях амбиций» и написал, что четвертый сезон «становится немного более вдумчивым и немного более амбициозным». В Vulture Оди Хендерсон назвал этот сезон самым смешным в сериале.
Большинство критиков сезона отмечали повторяемость шоу, но часто находили сериал забавным. Верн Гэй из Newsday написал: «Есть ощущение, что мы уже раз или два ездили по этой дороге, вымощенной кремнием, но поездка по-прежнему умна, увлекательна и очень познавательна». Тем не менее, рецензируя финал сезона, Алекс Ривиелло из Slash Film выразил разочарование тем, что «сезон растратил весь импульс развития, который он обещал в премьере», а Алисса Розенберг из The Washington Post написала: «Самая большая проблема [финального эпизода сезона], очевидно, в том, что он повторяет модель завершения сезонов сериала».

## Домашние медиа
Четвертый сезон был выпущен на DVD и Blu-ray 12 сентября 2017 года; бонусные функции включают удаленные сцены.